# Teiji Takahashi
Teiji Takahashi (高橋 貞二, Takahashi Teiji), né le 20 octobre 1926 à Tokyo et mort le 3 novembre 1959 à Yokohama, est un acteur japonais.

## Biographie

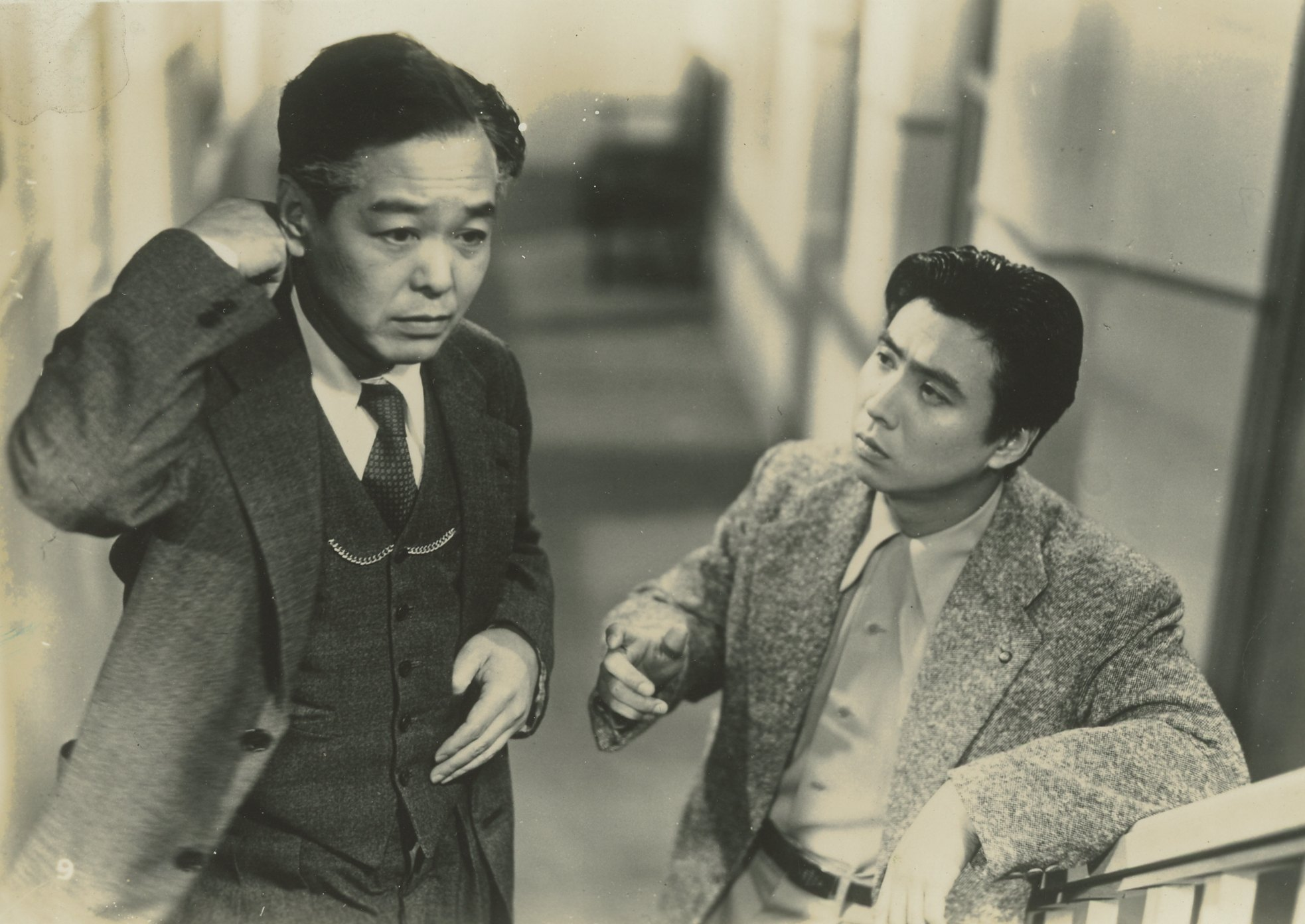
Avec Shin'ichi Himori (à g.), dans Shin Tōkyō kōshinkyoku (1953)

Setsuko Hara et Ineko Arima (en haut), Teiji Takahashi (au centre) et Isuzu Yamada (en bas), sur l'affiche de Crépuscule à Tokyo (1957)

Acteur de cinéma, Teiji Takahashi contribue à quatre-vingt-quatorze films japonais sortis entre 1946 et 1959 (d'après la JMDb ci-dessous), année de sa mort prématurée à 33 ans, dans un accident de voiture.
Parmi ses films notables, mentionnons Le Cœur sincère de Masaki Kobayashi (1953, avec Akira Ishihama et Keiko Awaji), Printemps précoce de Yasujirō Ozu (1956, avec Ryō Ikebe et Chikage Awashima) et La Ballade de Narayama de Keisuke Kinoshita (version 1958, avec Kinuyo Tanaka et Yūko Mochizuki).

## Filmographie partielle
- 1947 : Wakaki hi no chi wa moete (若き日の血は燃えて) de Miyoji Ieki
- 1950 : Neige de printemps (春雪, Shunsetsu) de Kōzaburō Yoshimura
- 1950 : Kiken na nenrei (危険な年齢) de Kenkichi Hara
- 1950 : Hana no omokage (花のおもかげ) de Miyoji Ieki
- 1950 : Retour au pays (帰郷, Kikyō) d'Hideo Ōba : Yukichi Okabe
- 1951 : Cinq Hommes d'Edo (大江戸五人男, Ōedo gonin otoko) de Daisuke Itō : Shirai
- 1952 : Yōkina wataridori (陽気な渡り鳥) de Yasushi Sasaki : Shūsaku Kubota
- 1952 : Musume wa kaku kōgi suru (娘はかく抗議する) de Yūzō Kawashima : Ryōichi
- 1953 : Le Cœur sincère (まごころ, Magokoro) de Masaki Kobayashi : Keichi Yajima
- 1953 : Shin Tōkyō kōshinkyoku (新東京行進曲) de Yūzō Kawashima : Takashi Masago
- 1953 : La Tragédie du Japon (日本の悲劇, Nihon no higeki) de Keisuke Kinoshita : Sato
- 1953 : Les Aventures de Natsuko (夏子の冒険, Natsuko no boken) de Noboru Nakamura : Noguchi
- 1953 : Jinanbō (次男坊) de Yoshitarō Nomura
- 1954 : Nuregami gonpachi (濡れ髪権八) de Tatsuo Ōsone
- 1954 : Hi wa shizumazu (陽は沈まず) de Noboru Nakamura
- 1954 : Kenka garasu (喧嘩鴉) de Manao Horiuchi
- 1955 : Daigaku wa detakeredo (大学は出たけれど) de Yoshitarō Nomura
- 1955 : Nuages lointains (遠い雲, Tōi kumo) de Keisuke Kinoshita : Kōjirō
- 1955 : Kimi utsukushiku (君美しく) de Noboru Nakamura
- 1956 : Printemps précoce (早春, Sōshun) de Yasujirō Ozu : Taizō Aoki
- 1956 : Yakan chūgaku (en) (夜間中学) d'Ishirō Honda : l'enseignant de jour
- 1956 : Kakubō sanbagarasu (角帽三羽烏) de Yoshitarō Nomura : Haruo
- 1956 : Hitozuma tsubaki (人妻椿) de Kenkichi Hara
- 1957 : Crépuscule à Tokyo (東京暮色, Tōkyō boshoku) de Yasujirō Ozu : Noburo Kawaguchi
- 1957 : Tenshi no jikan (天使の時間) d'Hideo Ōba
- 1958 : La Ballade de Narayama (楢山節考, Narayama bushikō) de Keisuke Kinoshita : Tatsuhei
- 1958 : Fleurs d'équinoxe (彼岸花, Higanbana) de Yasujirō Ozu : Shotaru Kondo
- 1958 : L'Arc-en-ciel éternel (この天の虹, Kono ten no niji) de Keisuke Kinoshita : Osamu Sagara
- 1959 : Haru o matsu hitobito (春を待つ人々) de Noboru Nakamura
- 1959 : Aru rakujitsu (ある落日) d'Hideo Ōba : Shinji Minohara
- 1959 : Donto ikōze (どんと行こうぜ) de Yoshitarō Nomura : Fumio Iwaki
- 1959 : Kiken ryokō (危険旅行) de Noboru Nakamura
- 1959 : Kyō mo mata kakute ari nan (en) (今日もまたかくてありなん) de Keisuke Kinoshita : Shōichi Satō